# Saúl Martínez
Saúl Martínez (sinh ngày 29 tháng 1 năm 1976) là một cầu thủ bóng đá người Honduras.

## Đội tuyển bóng đá quốc gia Honduras
Saúl Martínez thi đấu cho đội tuyển bóng đá quốc gia Honduras từ năm 2001 đến 2009.

## Thống kê sự nghiệp
| Đội tuyển bóng đá Honduras | Đội tuyển bóng đá Honduras | Đội tuyển bóng đá Honduras |
| Năm                        | Trận                       | Bàn                        |
| -------------------------- | -------------------------- | -------------------------- |
| 2001                       | 9                          | 3                          |
| 2002                       | 2                          | 4                          |
| 2003                       | 5                          | 1                          |
| 2004                       | 11                         | 2                          |
| 2005                       | 1                          | 1                          |
| 2006                       | 0                          | 0                          |
| 2007                       | 4                          | 5                          |
| 2008                       | 1                          | 0                          |
| 2009                       | 3                          | 1                          |
| Tổng cộng                  | 36                         | 17                         |